# Incendie du Hajj en 1997
L'incendie du Hajj en 1997 est un incendie qui s'est produit le 15 avril 1997 à La Mecque, en Arabie saoudite, lors du dernier jour du pèlerinage du Hajj. Il a provoqué la mort de 343 pèlerins musulmans  et plus de 1 500 blessés.
Le feu, provoqué par un réchaud à gaz, a pris dans un campement de toile et s'est propagé d'une tente à l'autre.